# Melicytus
Melicytus, biljni rod iz porodice ljubičvki, dio reda Malpighiales. Postoji 20 vrsta (jedna od njih hibridna) raširenih po Australiji i Tasmaniji i nekim pacifičkim otocima (Tonga, Vanuatu, Norfolk, Chatham,  Fidži, Kermadec, Santa Cruz )

## Vrste
1. Melicytus alpinus (Kirk) Garn.-Jones
2. Melicytus angustifolius (R.Br. ex DC.) Garn.-Jones
3. Melicytus chathamicus (F.Muell.) Garn.-Jones
4. Melicytus crassifolius (Hook.f.) Garn.-Jones
5. Melicytus dentatus (R.Br. ex DC.) Molloy & Mabb.
6. Melicytus drucei Molloy & B.D.Clarkson
7. Melicytus fasciger Gillespie
8. Melicytus flexuosus Molloy & A.P.Druce
9. Melicytus improcerus Heenan, Courtney & Molloy
10. Melicytus lanceolatus Hook.f.
11. Melicytus latifolius (Endl.) P.S.Green
12. Melicytus macrophyllus A.Cunn.
13. Melicytus micranthus (Hook.f.) Hook.f.
14. Melicytus novae-zelandiae (A.Cunn.) P.S.Green
15. Melicytus obovatus (Kirk) Garn.-Jones
16. Melicytus orarius Heenan, de Lange, Courtney & Molloy
17. Melicytus ramiflorus J.R.Forst. & G.Forst.
18. Melicytus × ramilanceolatus Allan
19. Melicytus samoensis (Christoph.) A.C.Sm.
20. Melicytus venosus Courtney, Heenan, Molloy & de Lange

## Sinonimi
- Hymenanthera R.Br.
- Solenantha G.Don
- Tachites Sol. ex Gaertn.